# James Lackington

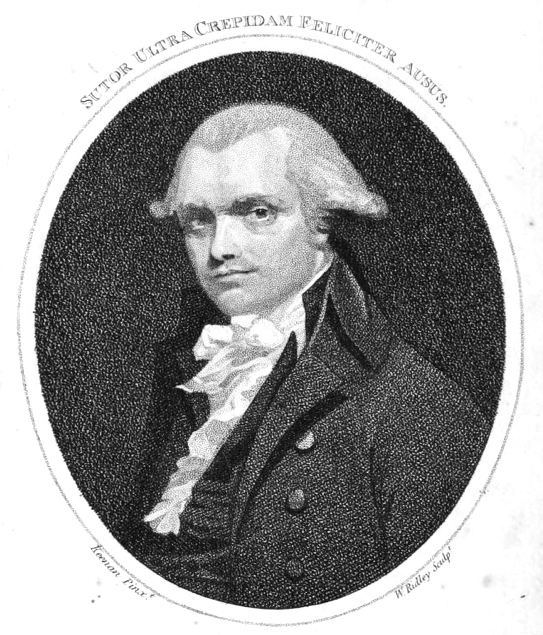
James Lackington (um 1794)

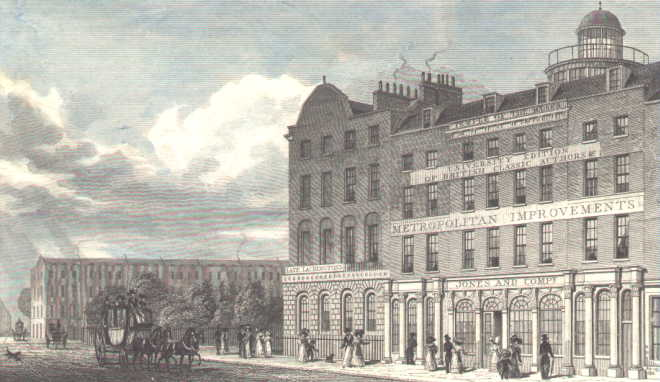
„Temple of the muses“ der Buchhandlung Jones & Co (1828)

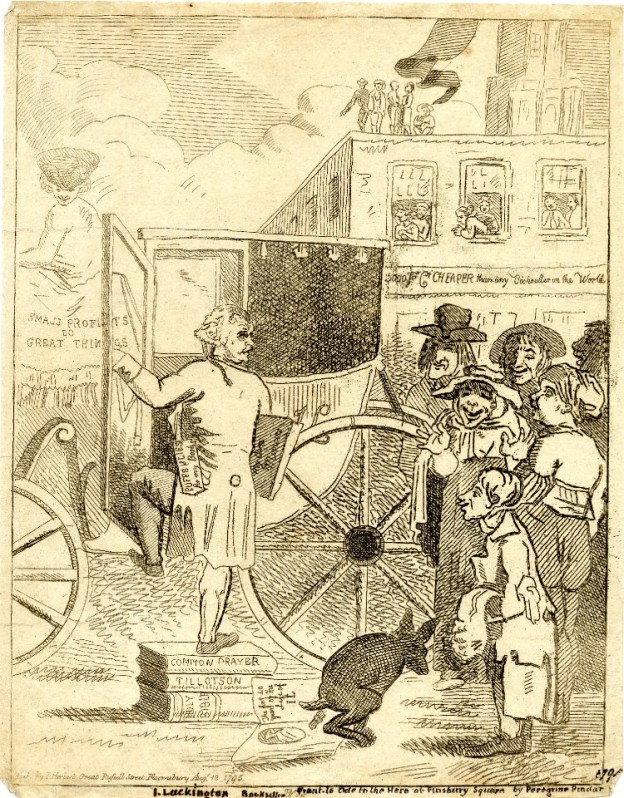
Satire auf den Helden von Finsbury Square und seine Heirat (1795)

James Lackington (geboren 31. August 1746 in Wellington, Somerset; gestorben 22. November 1815 in Budleigh Salterton) war ein britischer Buchhändler.

## Leben
James Lackington war das älteste Kind in der dreizehnköpfigen Familie eines Schuhmachers. Er erlernte das Lesen erst in seiner Lehrzeit, das Schreiben noch später, begann aber danach in Bristol, sich für Bücher zu interessieren. 1773 zog er nach London und war ab 1774 im Buchhandel tätig.
Lackington führte neue Methoden im Buchhandel ein und konnte die Preise senken, indem er den Kauf auf Kredit abschaffte. 1779 veröffentlichte er einen Bestandskatalog für 12.000 Bücher, erhalten sind auch Kataloge aus dem Jahr 1786 mit 20.000 und aus dem Jahr 1793 mit 100.000 Büchern (einzelne Bände, nicht Titel).
Zu dieser Zeit betrieben die in der „London Stationers’ Company“ organisierten Buchhändler bei zu großen und unverkäuflichen Auflagen eine Marktpflege, indem sie ihre überschüssigen Bücher zu Makulatur machten oder das hochwertige Papier und die Ledereinbände anderen Zwecken zuführten. Lackington durchbrach nach 1780 dieses Kartell, indem er solche Buchbestände aufkaufte und zu Billigpreisen auf den Markt warf, er gilt damit als Pionier des Buchramschgeschäfts (Modernes Antiquariat), lobte sich selbst aber auch dafür, dass er durch die niedrigen Preise den Besitz von eigentlich aufwendig hergestellten Büchern auch für ärmere Leute ermöglichte. Er warb schließlich damit, dass er 200.000 Bücher auf Lager habe, seinen Umsatz steigerte er auf 100.000 Bücher pro Jahr, der Profit seines Buchhandels betrug 1792 £ 5000. An seiner Kutsche brachte er den Werbeslogan Small profits do great things an. 1794 brachte er Tokens im Wert von einem Penny und einem Halfpenny heraus, jeweils mit seinem Konterfei; es seien 700.000 Münzen geprägt worden.
Auf diese Weise erfolgreich konnte er 1794 das 1789 errichtete Geschäftshaus am Finsbury Square beziehen, das er „Temple of the Muses“ nannte. 1798 überließ er das Geschäft seinem Nachfolger George Lackington, der ein entfernter Verwandter war.
Lackington veröffentlichte zwei autobiografische Schriften: 1791 die Memoirs of the First Forty-Five Years of the Life of James Lackington und 1804 die The Confessions of James Lackington sowie darin als Anhang Letters, on the bad consequences of having daughters educated at Boarding Schools. Lackington wandte sich im Alter wieder der Methodistischen Kirche zu.

## Werke (Auswahl)
- Memoirs of the forty-five first years of the life of J. Lackington, bookseller, Finsbury-Square, London : in forty-seven letters to a friend. Bristol: Lackington, 1791
  - James Lackington; Johann Gottlieb Herold; Andreas Stötterup: Anekdoten des noch jetzt lebenden Buchhändlers James Lackingston [sic] : welchen die Liebe zur Lektüre aus einem Schustergesellen zu einem der reichsten Buchhändler Englands umschuf. Hamburg: Bei J.G. Herold, 1795 (Nachdruck 1933)
- The confessions of J. Lackington in a series of letters to a friend, to which are added two letters on the bad consequences of having daughters educated at boarding-schools. 1804
- The life of James Lackington, bookseller, 1746–1815. Einleitung von Peter Hopkins. Morden: Merton Historical Society, 2004.
- Second part of Lackington catalogue for 1786. consisting of above twenty thousand volumes, in various languages and classes of learning, including some valuable libraries purchased since October. With many modern publications, many in elegant bindings. The whole are selling at the extreme low prices which are printed in this second part, and marked in every book, by J. Lackington, at his shop, n° 46 and 47, Chiswell-street, Moorfields, London. London, J. Lackington, 1786
- Lackington's catalogue for 1793 : consisting of above one hundred thousand volumes, in various languages and classes of learning .... by J. Lackington, at his shop, No. 46 and 47, Chiswell-Street, Moorfields, London. 1793